# Saint-Géréon

Saint-Géréon este o comună în departamentul Loire-Atlantique, Franța. În 2009 avea o populație de 2,668 de locuitori.